# Leichtathletik-Weltmeisterschaften 2013/Teilnehmer (Grenada)
| Gelbes Symbol für Goldmedaillen mit stilisierten Olympischen Ringen | Graues Symbol für Silbermedaillen mit stilisierten Olympischen Ringen | Braundes Symbol für Bronzemedaillen mit stilisierten Olympischen Ringen |
| ------------------------------------------------------------------- | --------------------------------------------------------------------- | ----------------------------------------------------------------------- |
| —                                                                   | —                                                                     | —                                                                       |

Der Leichtathletik-Verband Grenadas stellte zwei Teilnehmer bei den Leichtathletik-Weltmeisterschaften 2013 in der russischen Hauptstadt Moskau.

## Ergebnisse

### Männer

#### Laufdisziplinen
| Athlet       | Disziplin | Vorlauf | Vorlauf | Halbfinale | Halbfinale | Finale  | Finale |
| Athlet       | Disziplin | Zeit    | Platz   | Zeit       | Platz      | Zeit    | Platz  |
| ------------ | --------- | ------- | ------- | ---------- | ---------- | ------- | ------ |
| Kirani James | 400 m     | 45,00 s | 2       | 44,81 s    | 4          | 44,99 s | 7      |

#### Zehnkampf
| Athlet     | Disziplin | 100 m      | Weit- sprung | Kugel- stoßen | Hoch- sprung | 400 m | 110 m Hürden | Diskus- wurf | Stabhoch- sprung | Speer- wurf | 1500 m | Punkte | Platz |
| ---------- | --------- | ---------- | ------------ | ------------- | ------------ | ----- | ------------ | ------------ | ---------------- | ----------- | ------ | ------ | ----- |
| Kurt Felix | Ergebnis  | 11,20 s SB | 7,41 m       | 12,95 m SB    | 2,08 m SB    | DNS   | DNS          | DNS          | DNS              | DNS         | DNS    | DNF    | −     |
| Kurt Felix | Punkte    | 817        | 913          | 664           | 878          | −     | −            | −            | −                | −           | −      | DNF    | −     |